# Hababa (Syria)
Hababa – wieś w Syrii, w muhafazie Tartus. W 2004 roku liczyła 769 mieszkańców.